# Cornicen

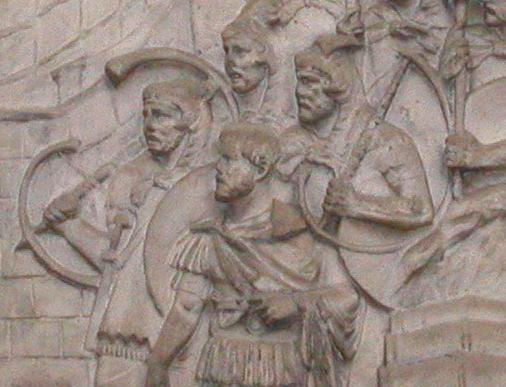
Cornicen

Een cornicen is een hoornblazer in het Romeinse leger. Zijn instrument, het cornu is een grote gebogen hoorn, die eruitzag als een grote jachthoorn met een versierd, houten middenstuk en een wijd uitlopende mond die zich boven de schouder van de cornicen bevond. Hij had tot taak om, samen met de tubicen signalen door te geven aan de troepen in het veld. De cornicen was, als assistent van de centurio een duplicarius (met dubbele soldij) en liep, samen met de tesserarius en de signifer aan het hoofd van de centuria.